# Miyabe Nagafusa
Miyabe Nagafusa (宮部長房?; 1581 – 1635) è stato un daimyō giapponese della fine del periodo Sengoku e inizio di quello Edo, servitore del clan Toyotomi.

## Biografia
Nagafusa era figlio di Miyabe Tsugimasu. Succedette al padre nel 1596 e mantenne un feudo considerevole nella provincia di Inaba, a Tajima. Nel 1600 si schierò con l'esercito occidentale di Ishida Mitsunari e partecipò all'assedio di Ōtsu (1600). Dopo la sconfitta nella battaglia di Sekigahara fu privato delle sue proprietà e posto sotto la custodia di Nanbu Toshinao.
Dopo la sua morte gli venne assegnato il nome Miyabe Nagahiro (宮部長煕?)